# Secar
Secar (Sikar) ist eine osttimoresische Aldeia im Suco Holsa (Verwaltungsamt Maliana, Gemeinde Bobonaro). 2015 lebten in der Aldeia 231 Menschen.

## Geographie
Secar bildet eine Exklave des Sucos Holsa im Westen von Maliana. Sie ist umgeben vom Suco Tapo/Memo. Im Norden, wo der Nunura die Grenze bildet, liegt gegenüber am anderen Ufer das Verwaltungsamt Balibo, mit seinem Suco Leolima. Im Nordosten befindet sich jenseits des Flusses Lale der Suco Ritabou.
In der Aldeia Secar liegt die kleine Siedlung Secar sowie der Westteil des Ortes Tunu Bibi. Hier befindet sich ein Posten der Verteidigungskräfte Osttimors.

## Politik
2023 wurde Mariana Moniz Lopes zur Chefe de Aldeia gewählt.